# Ornostay Bluff
Ornostay Bluff är ett berg i Kanada.   Det ligger i provinsen British Columbia, i den centrala delen av landet, 3 900 km väster om huvudstaden Ottawa. Toppen på Ornostay Bluff är 2 002 meter över havet. Ornostay Bluff ingår i Spectrum Range.
Terrängen runt Ornostay Bluff är kuperad åt sydväst, men åt nordost är den bergig.Trakten runt Ornostay Bluff är nära nog obefolkad, med mindre än två invånare per kvadratkilometer.. Det finns inga samhällen i närheten.
Trakten runt Ornostay Bluff är permanent täckt av is och snö.